# كمال أنيس
كمال أنيس لاعب كرة قدم مغربي. وعادة ما يلعب كلاعب خط الوسط.